# Beauty Queens
Beauty Queens är en serbisk musikgrupp som bildades år 2007. Gruppen består av de fem kvinnor som var bakgrundssångare åt Marija Šerifović då hon vann Eurovision Song Contest 2007 i Helsingfors med sången "Molitva".

## Karriär
Gruppen blev väldigt populär i Serbien och kom bland annat på tredje plats i landets uttagning till Eurovision Song Contest 2008 med låten "Zavet". Låten var skriven av Vladimir Gaić och Saša Milošević som skrivit "Molitva". De deltog även i uttagningen till Eurovision Song Contest 2009. Ivana Selakov och Ana Milenković är inte längre med i gruppen utan har satsat på solokarriärer istället.

## Medlemmar
- Sanja Bogosavljević, född den 28 juni 1979 i Belgrad
- Suzana Dinić, född den 1 juni 1986 i Zaječar
- Ksenija Milošević, född 1982 i Belgrad
- Ana Milenković, född den 19 april 1980 i Belgrad
- Ivana Selakov, född den 8 november 1978 i Belgrad

## Diskografi

### Singlar
- 2007 - "Rukoilen" ("Molitva" på finska)
- 2007 - "Pet na jedan"
- 2007 - "Protiv srca"
- 2008 - "Zavet" (Beovizija 2008)
- 2008 - "Ti ili on"
- 2009 - "Afrodizijak"
- 2009 - "Superstar" med Oskar & Dordje Marjanovic (Beovizija 2009)
- 2010 - "Dve iste"